# Gerhard Lohfink
Gerhard Lohfink (Francoforte sul Meno, 29 agosto 1934 – Ebenhausen, 2 aprile 2024) è stato un teologo, filosofo e religioso tedesco.
Di religione cattolica, fu professore di Nuovo Testamento all'Università Eberhard Karl di Tubinga fino al 1986. Lohfink lavorò come teologo nella Comunità Cattolica d'Integrazione (KIG).

## Biografia
Fratello minore nel noto studioso dell'Antico Testamento Norbert Lohfink, teologo e presbitero gesuita, Gerhard Lohfink nacque a Francoforte sul Meno il 29 agosto 1934.
Si laureò nel 1954 presso il ginnasio di Heinrich-von-Gagern. Trascorse due semestri a studiare latino all'Università Goethe di Francoforte. Dal 1955 studiò filosofia e teologia presso l'Università filosofica-teologica St. Georgen. Nel 1957 superò l'esame finale filosofico. Nel biennio 1957 - 1958 studiò teologia alla Facoltà teologica cattolica presso l'Università Ludwig Maximilian di Monaco. Superò l'esame teologico finale nel 1960 presso l'Università di St. Georgen e nello stesso anno venne ordinato sacerdote dal vescovo di Limburgo Wilhelm Kempf. Dal 1961 al 1963 fu cappellano nella parrocchia di Sant'Orsola a Oberursel nei pressi di Francoforte.
Il vescovo Kempf concesse il permesso a Lohfink di perseguire un dottorato in teologia con il requisito che inizialmente sarebbe stato un pastore per un anno a Francoforte.
Nel 1964 Lohfink proseguì i suoi studi in teologia presso l'Università di Würzburg. Nel 1971 Lohfink discusse la tesi di dottorato intitolata "Die Himmelfahrt Jesu. Untersuchungen zu den Himmelfahrts- und Erhöhungstexten bei Lukas" (L'Ascensione di Gesù: Studi sui testi di Ascensione ed Esaltazione presso Luca).
Con la tesi: „Die Sammlung Israels. Eine Untersuchung zur lukanischen Ekklesiologie“ (La raccolta d'Israele. Una ricerca sull'ecclesiologia lucana) nel 1973 Lohfink ottenne l'abilitazione alla libera docenza.
Nel 1973 Lohfink fu nominato Consigliere scientifico e professore di Nuovo Testamento presso la Facoltà teologica cattolica dell'Università Eberhard Karls di Tubinga.
Nel 1976 accettò una chiamata come professore ordinario di Nuovo Testamento presso la facoltà di Teologia Cattolica all'Università di Tubinga.
Nell'anno accademico 1979/80, nella sua funzione di pro-decano della Facoltà di Teologia, egli fu coinvolto nella disputa ecclesiale riguardante Hans Küng, da egli in un primo momento sostenuto; alla fine dispose pubblicamente (tra l'altro nel quotidiano tedesco FAZ) l'espulsione di Küng dalla Facoltà di Teologia.
Nel 1987, su propria richiesta, lasciò il suo incarico presso l'Università per poter vivere e lavorare nella Comunità Cattolica d'Integrazione (KIG) a Monaco di Baviera. Continuò a studiare e a tenere conferenze sull'ecclesiologia e l'escatologia.
I suoi libri furono tradotti in molte lingue.

## Scritti principali

### Opere in tedesco
- Wie hat Jesus Gemeinde gewollt? Zur gesellschaftlichen Dimension des christlichen Glaubens. Herder, Friburgo in Brisgovia 1982, ISBN 3-451-08798-7
- Gottes Taten gehen weiter: Geschichtstheologie als Grundvollzug neutestamentlichen Gemeinden. Herder, Friburgo in Brisgovia 1984, ISBN 3-451-20343-X
- Wem gilt die Bergpredigt? Zur Glaubwürdigkeit des Christlichen. Herder, Friburgo in Brisgovia 1993, ISBN 3-451-08777-4
- Braucht Gott die Kirche? - zur Theologie des Volkes Gottes. Herder, Friburgo in Brisgovia 1998, ISBN 3-451-26544-3
- Das Vaterunser neu ausgelegt. Urfeld, Bad Tölz 2007, ISBN 978-3-932857-32-4
- con Ludwig Weimer: Maria - nicht ohne Israel. Eine neue Sicht der Lehre von der unbefleckten Empfängnis, Herder, Friburgo in Brisgovia 2008; 2. edizione 2012, ISBN 978-3-451-34139-7
- Der letzte Tag Jesu. Was bei der Passion wirklich geschah. Verlag Katholisches Bibelwerk, Stuttgart 2009, ISBN 978-3-460-33179-2
- Beten schenkt Heimat. Theologie und Praxis des christlichen Gebets Herder, Friburgo in Brisgovia 2010, ISBN 978-3-451-33052-0
- Jesus von Nazareth. Was er wollte, wer er war. Herder, Friburgo in Brisgovia 2011, ISBN 978-3-451-34095-6
- Gegen die Verharmlosung Jesu. Reden über Jesus und die Kirche. Herder, Friburgo in Brisgovia 2013 e-book -, ISBN 978-3-451-34561-6
- Der neue Atheismus. Eine kritische Auseinandersetzung. Verlag Katholisches Bibelwerk, Stuttgart 2014, ISBN 978-3-460-30031-6
- Im Ringen um die Vernunft. Reden über Israel, die Kirche und die Europäische Aufklärung. Herder, Friburgo in Brisgovia 2016, ISBN 978-3-451-31239-7
- Am Ende das Nichts? Über Auferstehung und ewiges Leben. Herder, Friburgo in Brisgovia 2017, 5. edizione, 2018, ISBN 978-3-451-31104-8
- Der christliche Glaube erklärt in 50 Briefen. Herder, Friburgo in Brisgovia 2018, ISBN 978-3-451-34795-5
- Das Geheimnis des Galiläers. Ein Nachtgespräch über Jesus von Nazaret, Freiburg im Breisgau, Verlag Herder, 2019, ISBN 978-3-451-38270-3.

### Traduzioni in italiano
- Gerhard Lohfink, L'Ascensione di Gesù. Invenzione o esperienza?, Brescia, Editrice Queriniana, 1976, ISBN 978-88-399-1424-8.
- Gerhard Lohfink, La passione di Gesù. Gli avvenimenti dell'ultimo giorno, Brescia, Editrice Morcelliana, 1982, ISBN 9788837211363.
- Gerhard Lohfink, La raccolta d'Israele. Una ricerca sull'ecclesiologia lucana, Bologna, Marietti, 1983, ISBN 978-88-211-6753-9.
- Gerhard Lohfink, Per chi vale il discorso della montagna? Contributi per un'etica cristiana, Brescia, Editrice Queriniana, 1990, ISBN 978-88-399-2003-4.
- Gerhard Lohfink, La morte non è l'ultima parola, Bari, Ecumenica Editrice, 1993, ISBN 9788885952294.
- Gerhard Lohfink, Le grandi opere di Dio continuano, Brescia, Editrice Queriniana, 1996, ISBN 978-88-399-1518-4.
- Gerhard Lohfink, Dio ha bisogno della Chiesa? Sulla teologia del popolo di Dio, Cinisello Balsamo, Edizioni San Paolo, 1999, ISBN 9788821539503.
- Gerhard Lohfink, Il Padre nostro. Una nuova spiegazione, Brescia, Editrice Queriniana, 2009, ISBN 978-88-399-2280-9.
- Gerhard Lohfink e Ludwig Weimer, Maria non senza Israele. Una nuova visione del dogma sull'Immacolata Concezione, Vol. 1, Bari, Ecumenica Editrice, 2010, ISBN 978-88-88758-55-8.
- Gerhard Lohfink, Dio non esiste! Gli argomenti del nuovo ateismo, Cinisello Balsamo, Edizioni San Paolo, 2011, ISBN 9788821568671.
- Gerhard Lohfink, Pregare ci dà una casa. Teologia e pratica della preghiera cristiana, Brescia, Editrice Queriniana, 2012, ISBN 978-88-399-0858-2.
- Gerhard Lohfink, Gesù di Nazaret. Cosa volle – Chi fu, Brescia, Editrice Queriniana, 2014, 2015, ISBN 978-88-399-0470-6.
- Gerhard Lohfink, Gesù come voleva la sua comunità? La chiesa quale dovrebbe essere, Cinisello Balsamo, Edizioni San Paolo, 2015, ISBN 9788821595448.
- Gerhard Lohfink, Contro la banalizzazione di Gesù. Discorso su Gesù e la Chiesa, Bari, Ecumenica Editrice, 2018, ISBN 978-88-88758-99-2.
- Gerhard Lohfink, Alla fine il nulla? Sulla risurrezione e sulla vita eterna, Brescia, Editrice Queriniana, 2020, ISBN 978-88-399-0500-0.
- Gerhard Lohfink, La fede cristiana spiegata in 50 lettere, Brescia, Editrice Queriniana, 2020, ISBN 978-88-399-2896-2.